# Éternoz
Éternoz korábbi község (település) Franciaországban, Doubs megyében. 2025. január 1-jén Saraz községgel egyesült és Éternoz-Vallée-du-Lison új község része lett.
Lakosainak száma 325 fő (2022. január 1.). Éternoz Montmahoux, Myon, Nans-sous-Sainte-Anne és Déservillers községekkel határos.

## Népesség
A település népességének változása:
| Lakosok száma | 219  | 324  | 295  | 324  | 345  | 337  | 338  | 327  | 322  | 325  |
|               | 1968 | 1982 | 1990 | 2006 | 2013 | 2015 | 2017 | 2019 | 2020 | 2022 |